# 1613 Smiley
Az 1613 Smiley (ideiglenes jelöléssel 1950 SD) a Naprendszer kisbolygóövében található aszteroida. Sylvain Arend fedezte fel 1950. szeptember 16-án, Uccleban.